# Shinjin Motors
Shinjin Motors (koreanisch: 신진, in Deutsch: jung, seltener auch Sinjin) war ein Automobilhersteller in Südkorea. In den 1970er Jahren war Shinjin der führende Automobilhersteller in Südkorea.

## Geschichte
Das Unternehmen wurde 1955 als Shinjin Industry gegründet. Es befasste sich zunächst mit der Reparatur und dem Wiederaufbau von Jeep-Modellen.
Im Jahre 1965 wurde der Automobilhersteller Saenara übernommen. Von 1966 bis 1972 arbeitete Shinjin mit Toyota zusammen; gleichzeitig wurde Shinjin Industry in Shinjin Motors umbenannt. Im Rahmen seiner Expansionspläne nach China wurde Toyota von der KPC verpflichtet, die Aktivitäten in Südkorea zu beenden. Daher erwarb General Motors 1972 dessen 50-prozentige Beteiligung an diesem Unternehmen. Dieses Joint Venture erhielt den Namen General Motors Korea.
Shinjin Motors sollte nicht mit der Shinjin Motor Co. verwechselt werden. Im Jahr 1974 wurde mit AMC ein Joint Venture Shinjin Jeep Motors gegründet. Dieses Unternehmen wurde 1979 in Shinjin Motor Co. und 1981 in Geohwa Co. umbenannt. Es wurde 1985 mit Dong-A fusioniert und gehört damit zu den Vorläufern von SsangYong.

## Modelle
Nach der Übernahme von Saenara wurde zunächst in 322 Exemplaren der Sinsung-ho hergestellt, einem Nachbau des Datsun Bluebird (310) mit Jeep-Motor. Danach wurden rund 100 Exemplare des Mitsubishi Minica montiert. Das nächste Modell der Marke war der Shinjin Publica, der auf dem gleichnamigen Toyota-Modell basierte und ab 1966 hergestellt wurde. 1966 startete auch die Produktion des Shinjin Corona, einer kleinen Mittelklasselimousine mit 44-PS-Motor. Im Folgejahr schließlich etablierte der Hersteller auch sein erstes Oberklassenfahrzeug, den Shinjin Crown, welcher allerdings ein Jahr später wieder eingestellt wurde. 1971 startete Shinjin Motors mit dem Shinjin New Crown seinen zweiten Versuch in dieses Segment einzusteigen. Doch auch diesmal gelang dies dem Hersteller nicht.

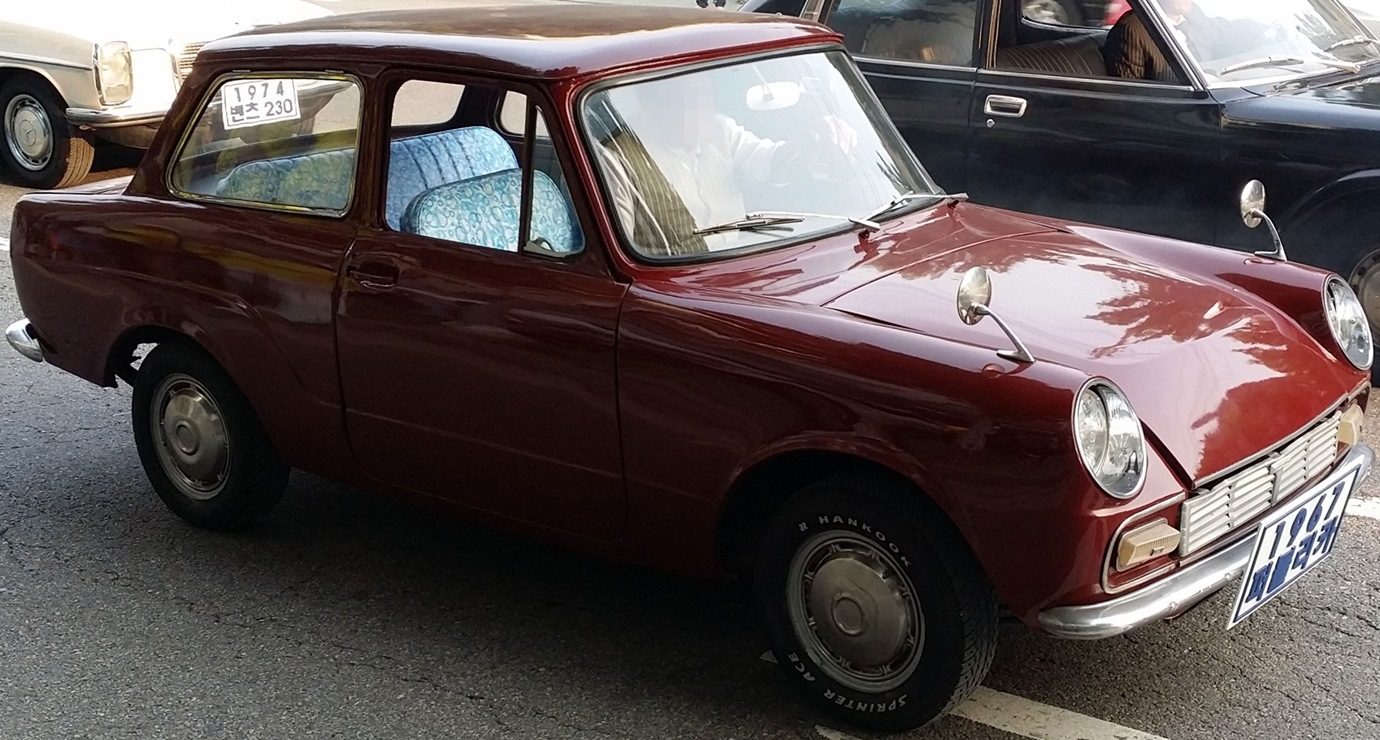
Shinjin Publica
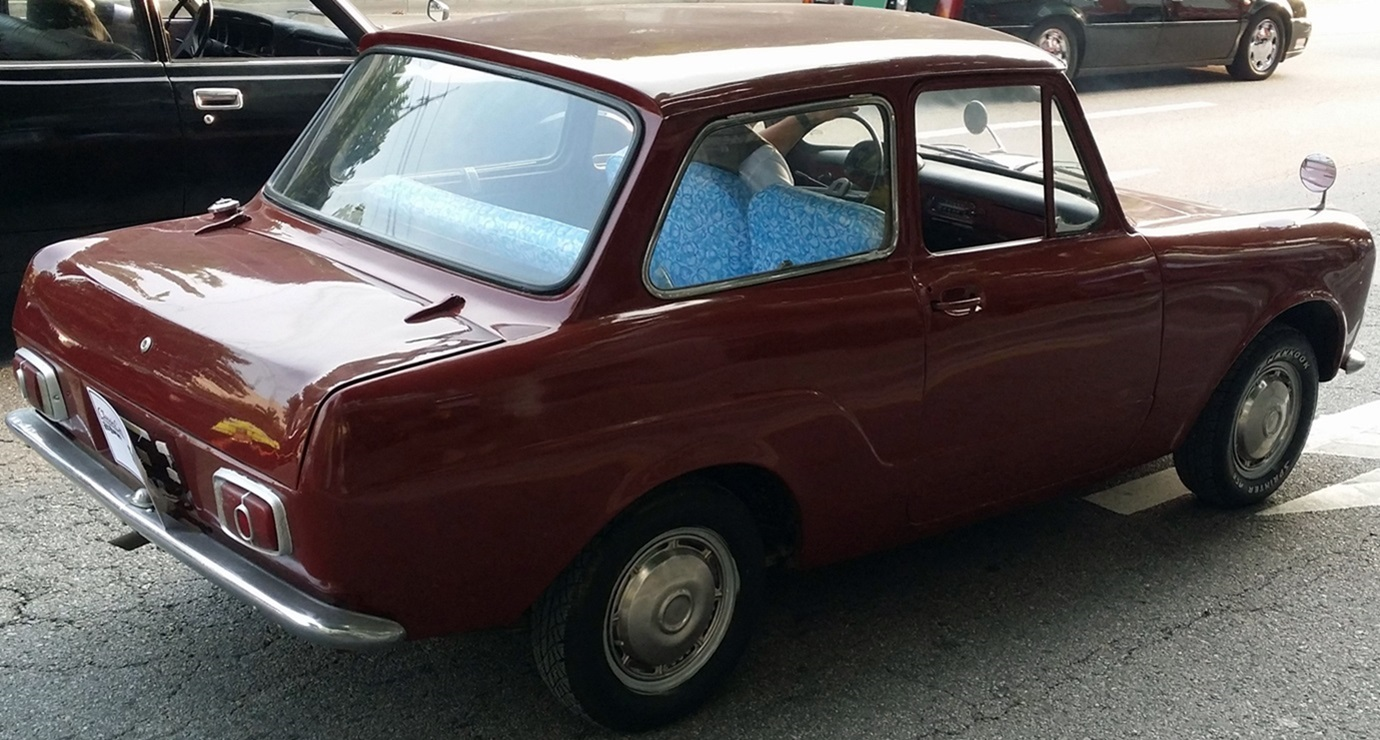
Shinjin Publica
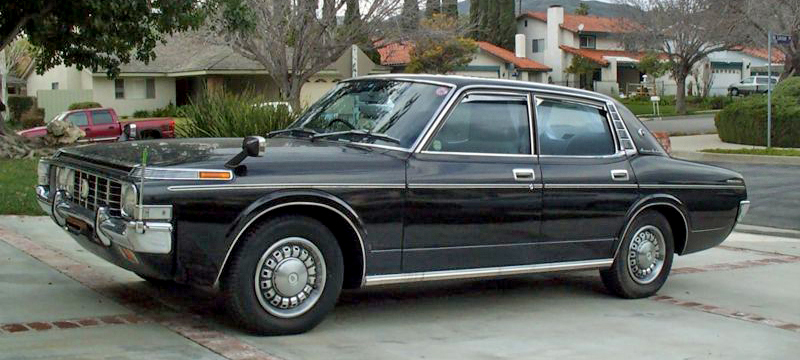
Shinjin Crown
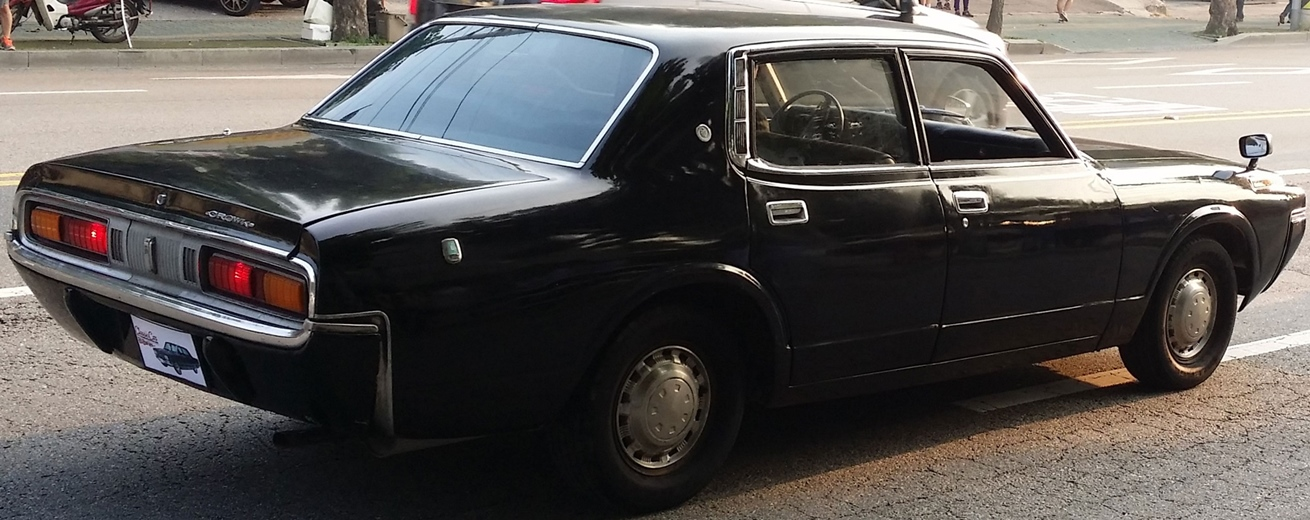
Shinjin Crown